# Parasquilloidea
Parasquilloidea is een superfamilie van kreeftachtigen uit de klasse van de Malacostraca (Hogere kreeftachtigen).

## Familie
- Parasquillidae Manning, 1995